# 拉帕
拉帕（Lapa）是葡萄牙首都里斯本的一个堂区（freguesia），面积0.72平方千米，总人口8,671人（2001年），密度12,026.4人/平方公里。
拉帕堂区由里斯本宗主教弗朗西斯科·萨尔达尼亚·达·伽马枢机成立于1770年2月11日。
这个堂区集中了大量的外国驻葡萄牙使馆，分别来自奥地利、保加利亚、加拿大、中国、芬兰、印尼、爱尔兰、卢森堡、马耳他、荷兰、罗马尼亚、瑞典、瑞士和英国。
此外，拉帕堂区也是葡萄牙国会圣本笃宫和葡萄牙总理官邸的所在地。

## 名胜
- 圣本笃宫
- 埃什特雷拉圣殿